# Erecella biseriata
Erecella biseriata is een hooiwagen uit de familie Assamiidae.